# Unlix
Unlix là thương hiệu của một cửa hàng bán lẻ và sỉ dịch vụ chuyên về các sản phẩm của Apple, chủ yếu tập trung vào việc mua bán, trao đổi và sửa chữa iPhone tại Thành phố Hồ Chí Minh, Việt Nam. Cửa hàng được biết đến với cam kết cung cấp các sản phẩm iPhone chất lượng cao với giá cả cạnh tranh, cùng với các dịch vụ hỗ trợ như trả góp, thu mua iPhone cũ, và sửa chữa chuyên nghiệp.

## Tổng quan
- Tên doanh nghiệp: Hộ Kinh Doanh Unlix
- Địa chỉ chính: 5/1 Nguyễn Trung Ngạn, Phường Bến Nghé, Quận 1, Thành phố Hồ Chí Minh, Việt Nam
- Mã số thuế: 8652531512-001
- Hotline: 08 6200 6300 / 09 7400 7300
- Website: unlix.com.vn
- Email: unlixtramsuachuaiphone@gmail.com
- Hoạt động chính: Bán sỉ lẻ iPhone, thu mua iPhone, sửa chữa, ký gửi, và cho thuê thiết bị Apple
- Thời gian hoạt động: 8:00 – 22:00 (hàng ngày)

Unlix được thành lập với mục tiêu trở thành một địa chỉ uy tín trong lĩnh vực kinh doanh các sản phẩm Apple đã qua sử dụng, đặc biệt là iPhone. Cửa hàng hướng đến việc cung cấp các sản phẩm chất lượng gần như mới với mức giá hợp lý, đồng thời hỗ trợ khách hàng thông qua các chính sách linh hoạt như trả góp và giao hàng tận nơi.

## Lịch sử
Unlix bắt đầu hoạt động dưới hình thức hộ kinh doanh tại Thành phố Hồ Chí Minh. Nhận thấy nhu cầu ngày càng tăng của khách hàng trong việc tìm kiếm một địa chỉ thu mua iPhone uy tín với giá tốt, Unlix đã nhanh chóng phát triển để đáp ứng nhu cầu này. Nhiều khách hàng gặp khó khăn khi bán iPhone cũ, thường đối mặt với các vấn đề như bị lừa đảo, cướp giật, hoặc mất nhiều thời gian để tìm nơi giao dịch đáng tin cậy. Để giải quyết vấn đề này, Unlix đã tiên phong triển khai dịch vụ thu mua tận nơi tại nội thành TP.HCM, mang đến sự an toàn, tiện lợi và nhanh chóng cho khách hàng. Dịch vụ này giúp khách hàng tránh được các rủi ro khi tự mang thiết bị đến các địa điểm không uy tín, đồng thời tiết kiệm thời gian và công sức. Với nhiều năm kinh nghiệm trong ngành, cửa hàng đã xây dựng được danh tiếng nhờ vào sự minh bạch trong giao dịch và chất lượng sản phẩm, trở thành một trong những địa chỉ đáng tin cậy cho những người muốn sở hữu iPhone chất lượng với chi phí thấp hơn so với các sản phẩm mới.

## Dịch vụ và sản phẩm

### Sản phẩm
Unlix chuyên cung cấp các mẫu iPhone, bao gồm cả máy mới và máy đã qua sử dụng. Các sản phẩm đã qua sử dụng được kiểm định kỹ lưỡng, đảm bảo máy đạt trạng thái 98–99% so với máy mới. Các sản phẩm được cam kết:
- Không bán máy lock, máy dựng, hoặc máy sử dụng linh kiện không rõ nguồn gốc.
- Được kiểm tra trực tiếp tại cửa hàng để đảm bảo chất lượng trước khi giao đến khách hàng.
- Hỗ trợ kỹ thuật trong suốt quá trình sử dụng.
- Đối với máy mới, Unlix cung cấp các sản phẩm chính hãng, nguyên seal, kèm theo chế độ bảo hành đầy đủ từ Apple hoặc các đối tác phân phối chính thức.

Ngoài iPhone, Unlix cũng thu mua và bán các sản phẩm Apple khác như MacBook với chính sách “thu mọi loại tình trạng máy” và giao dịch nhanh chóng trong vòng 15 phút.

### Dịch vụ
Unlix cung cấp một loạt các dịch vụ hỗ trợ khách hàng, bao gồm:
- Thu mua và thu cũ đổi mới iPhone: Cửa hàng thu mua iPhone với giá cao, hỗ trợ thu mua tận nơi tại nội thành TP.HCM.
- Trả góp iPhone: Hỗ trợ trả góp với mức trả trước thấp chỉ từ 10%, lãi suất 0%, và chấp nhận khách hàng có lịch sử nợ xấu.
- Sửa chữa và mở khóa iCloud: Cung cấp dịch vụ sửa chữa chuyên nghiệp và mở khóa iCloud cho các thiết bị Apple.
- Ký gửi và cho thuê iPhone: Khách hàng có thể ký gửi thiết bị hoặc thuê iPhone từ Unlix.
- Giao hàng tận nơi: Dịch vụ giao hàng nhanh trong khu vực nội thành TP.HCM.

## Hoạt động kinh doanh

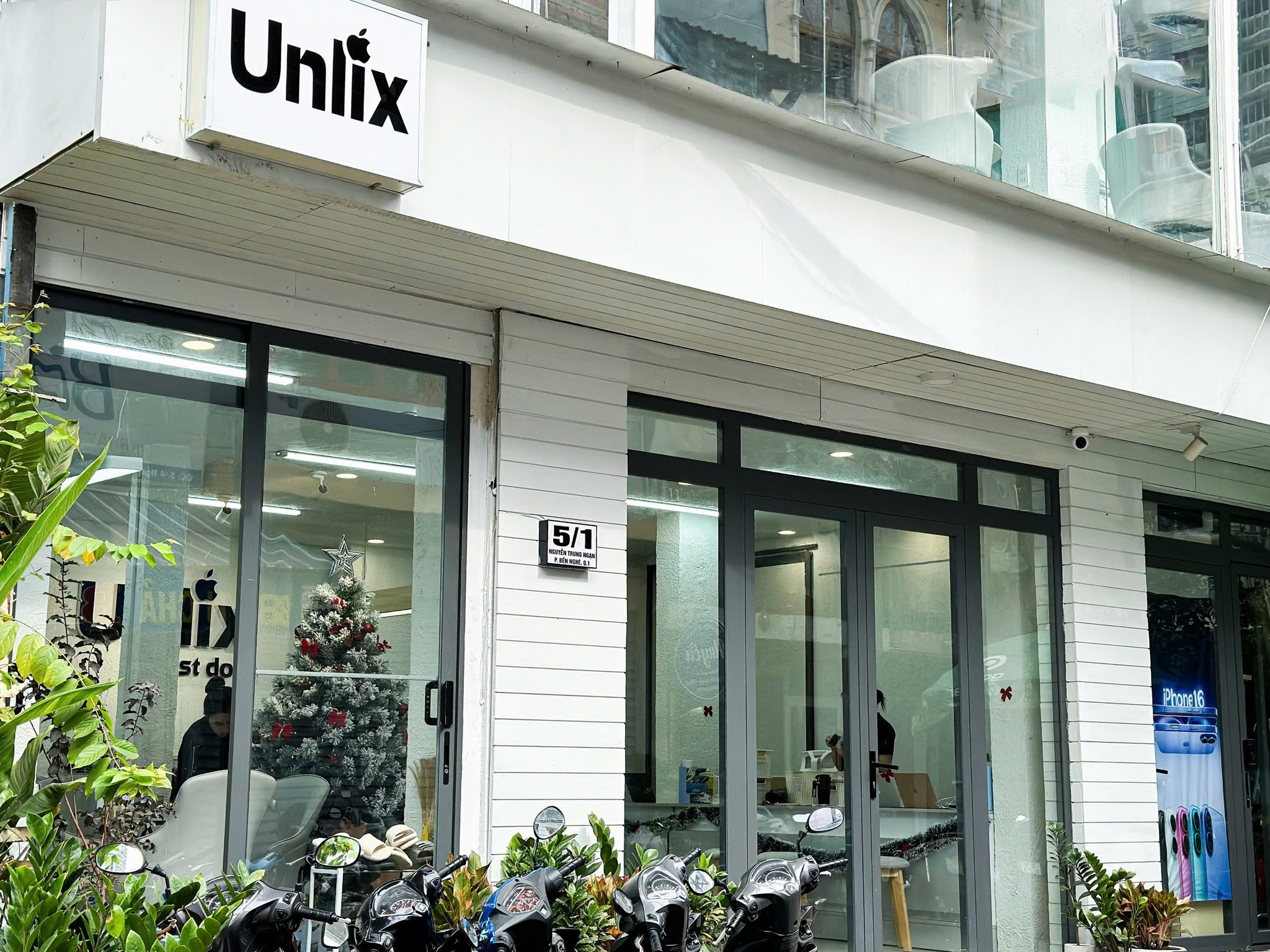
Unlix nằm tại địa chỉ 5/1 Nguyễn Trung Ngạn, Phường Bến Nghé, Quận 1, Thành phố Hồ Chí Minh

Từ khi thành lập, Unlix đã không ngừng nỗ lực để trở thành một trong những địa chỉ hàng đầu về kinh doanh và dịch vụ liên quan đến sản phẩm Apple tại TP.HCM. Cửa hàng đã xây dựng một mô hình kinh doanh toàn diện, không chỉ tập trung vào bán lẻ iPhone mà còn mở rộng sang các dịch vụ như thu mua, thu cũ đổi mới, sửa chữa, ký gửi và cho thuê thiết bị, đáp ứng nhu cầu đa dạng của khách hàng.
Ngay từ những ngày đầu, Unlix đã nhận ra khó khăn của khách hàng khi giao dịch iPhone cũ, từ việc bị ép giá đến những rủi ro khi mang thiết bị đến các địa điểm không uy tín. Để giải quyết, cửa hàng đã triển khai dịch vụ thu mua tận nơi, cho phép nhân viên đến kiểm tra, định giá và hoàn tất giao dịch ngay tại nhà khách hàng, đảm bảo sự tiện lợi và minh bạch. Dịch vụ này nhanh chóng trở thành điểm nhấn, giúp Unlix thu hút lượng lớn khách hàng tại TP.HCM.
Bên cạnh đó, Unlix đã phát triển chương trình trả góp iPhone với các chính sách linh hoạt, cho phép khách hàng sở hữu thiết bị chỉ với mức trả trước thấp và lãi suất cạnh tranh. Chương trình này đặc biệt được ưa chuộng bởi các bạn trẻ, sinh viên và người lao động có thu nhập trung bình, giúp họ tiếp cận các sản phẩm Apple cao cấp mà không phải chi trả toàn bộ chi phí ngay lập tức.
Trong suốt quá trình hoạt đ ộng, Unlix đã đạt được nhiều thành tựu đáng kể. Cửa hàng đã xây dựng được danh tiếng vững chắc, trở thành địa chỉ đáng tin cậy cho hàng nghìn khách hàng tại TP.HCM và các tỉnh lân cận. Sự minh bạch trong giao dịch và chất lượng sản phẩm đã giúp Unlix nhận được nhiều phản hồi tích cực. Sự hiện diện trực tuyến mạnh mẽ của Unlix cũng là một điểm sáng, với tài khoản TikTok @unlix_appleservice thu hút hơn 10.1K người theo dõi và 59K lượt thích, cùng kênh YouTube Unlix Apple Service cung cấp thông tin chi tiết về sản phẩm và dịch vụ. Website chính thức unlix.com.vn cũng đóng vai trò quan trọng trong việc đưa sản phẩm và dịch vụ đến gần hơn với khách hàng trên toàn quốc.
Nhìn về tương lai, Unlix đang lên kế hoạch mở rộng thêm chi nhánh tại các quận khác trong TP.HCM và các tỉnh lân cận, đồng thời đẩy mạnh kinh doanh trực tuyến để tiếp cận nhiều khách hàng hơn. Những nỗ lực này không chỉ giúp Unlix củng cố vị thế mà còn hướng đến mục tiêu trở thành chuỗi cửa hàng Apple hàng đầu tại TP.HCM.